# Candy Darling
Candy Darling (Forest Hills (Queens), 24 november 1944 – New York, 21 maart 1974) was een Amerikaanse actrice die vooral bekend stond als Warhol superstar en transseksueel icoon in een tijd waarin de term transgender nog niet bestond. Ze voelde zich vrouw en werd niet graag gezien als travestiet. Ze is te zien in Andy Warhols films Flesh (1968) en Women in Revolt (1971) en ze was een muze van Lou Reeds band The Velvet Underground.

## Biografie
Candy Darling werd geboren als James Lawrence Slattery in Queens, New York en groeide op in Long Island met haar moeder na de scheiding van haar ouders. In haar jeugd keek ze veel naar Hollywoodfilms; zo leerde ze haar favoriete actrices zoals Joan Bennett en Kim Novak te imiteren.
Gedurende haar tienerjaren kreeg Darling interesse in crossdressing. Haar moeder kwam hier achter toen er een gerucht rondging in de buurt dat Darling was gespot in de lokale gay bar, gekleed als vrouw. Toen ze ouder werd nam ze vaak in de avond de trein naar Manhattan om daar uit te gaan in de Greenwich Village.
Begin jaren zestig begon Darling naar gaybars te gaan, hormooninjecties te gebruiken en te experimenteren met vrouwelijke namen. Ze probeerde verschillende namen uit, zo noemde ze zichzelf eerst Hope Slattery, daarna Hope Dahl, Candy Dahl, Candy Cane en uiteindelijk Candy Darling. Candy uit haar voorliefde voor snoep, en Darling omdat een vriend haar zo vaak darling noemde dat de naam bleef hangen.
In 1966 ontmoette Darling Jeremiah Newton. De twee werden vrienden en huisgenoten in zowel Manhattan als Brooklyn, tot aan Darlings dood.

## Andy Warhol
Darling ontmoette Andy Warhol voor het eerst in 1967. Ze werd gecast in zijn film Flesh, waarin ze een korte scène speelde met Jackie Curtis. Na dit debuut kreeg ze een hoofdrol in Warhols film Women in Revolt. 

## Dood
Darling stierf op 29-jarige leeftijd aan de ziekte van Hodgkin, vermoedelijk veroorzaakt door een nu verboden hormoonbehandeling. Ondanks haar jonge leeftijd vond ze het niet heel erg om dood te gaan. In een briefje dat ze achterliet schreef ze dat ze zich leeg en verveeld voelde en de wil om te leven al een tijdje verloren had. Dat verdriet lijkt altijd aanwezig te zijn geweest. Zo schreef ze haar nicht dat het pijn deed afgewezen te worden door haar familie.

## Eerbetoon
In 2010 ging de documentaire Beautiful Darling over het leven van Candy Darling in première, die was geproduceerd door haar vroegere huisgenoot Jeremiah Newton.
Het lied "Candy Says" van The Velvet Underground gaat over Candy Darling.
Ook in het nummer "Walk on the wildside" van Lou Reed wordt Candy genoemd.
Een van de bekendste foto's van Candy Darling, genaamd Candy Darling on her Deathbed en gemaakt door fotograaf Peter Hujar, is gebruikt als cover van het album I'm a Bird Now van de band Antony and the Johnsons.
- Bibsys: 99024888
- Gemeinsame Normdatei: 120201305
- International Standard Name Identifier: 0000 0000 5220 9253
- Library of Congress Control Number: no97051359
- Nederlandse Thesaurus van Auteursnamen: 266758711
- SNAC: w64q9339
- Union List of Artist Names: 500339632
- Virtual International Authority File: 5755949
- WorldCat: E39PBJvMxgCqfWWxBPy89KTbVC